# Balassa János (főispán)
Balassa János (? 1518. január 18. – Vágbeszterce, 1577. május 6.) Zólyom vármegye egykori főispánja (1553–1566) és főkapitánya volt, valamint Balassi Bálint apja.

## Élete
A bécsi udvar szolgálatában állt, előbb Szolnok várkapitányaként, majd bányavárosok főkapitányaként szervezte a harcot.
Hűtlenség miatt 1569-ben, Dobó Istvánnal, Eger hős várkapitányával együtt perbe fogták és bebörtönözték. 1572-ben felmentették a vádak alól, és Bálint fiával részt vett a pozsonyi koronázó ünnepségen.

### Jellemzése
A bányavárosi szövetség fővezére volt. Bátor férfiú, a ki legjobb tehetsége és ereje szerint védte e vidéket a törökök ellen, kiket 1562-ben Felső-Magyarországból egészen ki akart szorítani; de terve kudarcot vallott, mert a törökök Szécsény alatt Balassa seregeit szétverték, lekaszabolták, vagy elfogták és Balassa maga is eltűnt. Ez időtől kezdve a török csapatok gyakrabban látogatták a bányavárosok területét és Körmöcbánya ezután is kénytelen volt úgy magát, mint a többi bányavárost megvédelmezni, míg Pálffy Miklós főkapitány, a XVI. század vége felé, Nógrád, Hont, Bars és Nyitra vármegyékből ki nem űzte a törököket.

## Házassága és leszármazottjai
Feleségül vette a nemesi származású lecskei Sulyok családnak a sarját, lecskei Sulyok Anna (fl. 1573) kisasszonyt, akinek a szülei lecskei Sulyok Balázs  (fl. 1521–1542), királyi főkamarás, földbirtokos és gersei Pethő Erzsébet voltak. Az apai nagyszülei lecskei Sulyok István (fl. 1467), földbirtokos, és enyingi Török Krisztina (fl. 1496); az utóbbinak a szülei enyingi Török Ambrus (fl. 1445–1491), Sopron vármegye főispánja, a Bosnyák királyság kincstartója, valamint thapsoni Anthymus Ilona (fl. 1465–1488) voltak; Anthymus Ilonának az apja thapsoni Anthymus János (fl. 1417–1485), földbirtokos, az apai nagyapja thapsoni Anthymus János (fl. 1368–1423) mester, alnádor 1408 és 1419 között, 1397-ben Szlavónia vice-bánja és körös vármegyei ispán, földbirtokos volt. Balassa Jánosné Sulyok Annának a leánytestvérei: Sulyok Krisztina (fl. 1557), akinek a férje Bocskai György (fl. 1556–1571), földbirtokos, valamint Sulyok Sára (fl. 1550), akinek a férje báró ruszkai Dobó István (1502–1572) magyar katona, Eger várkapitánya, földbirtokos. Balassa János és lecskei Sulyok Anna frigyéből született:
- báró Balassi Bálint (Zólyom, 1554. október 20. – Esztergom–Szentkirály, 1594. május 30.) magyar költő, törökverő nemes. Neje: ruszkai Dobó Krisztina.
- Balassa János (†1601. december 16.)
- Balassa Farkas
- Balassa László
- Balassa Ferenc, +k.a. Monostorpályi 22.7.1594
- Balassa Mária. Férje: böki Paczóth András
- Balassa Anna. Férje: böki Paczóth Ferenc (*1553–†Kassa, 1602. október 25.)